# Лютково (Західнопоморське воєводство)
Лютково (пол. Lutkowo, нім. Rehwinkel) — село в Польщі, у гміні Добжани Старгардського повіту Західнопоморського воєводства.
Населення — 246 осіб (2011).
У 1975-1998 роках село належало до Щецинського воєводства.

## Демографія
Демографічна структура станом на 31 березня 2011 року:
|          | Загалом | Допрацездатний вік | Працездатний вік | Постпрацездатний вік |
| -------- | ------- | ------------------ | ---------------- | -------------------- |
| Чоловіки | 128     | 33                 | 86               | 9                    |
| Жінки    | 118     | 24                 | 71               | 23                   |
| Разом    | 246     | 57                 | 157              | 32                   |